# Emir Mutapčić
Emir Mutapčić (cyr. Емир Мутапчић, ur. 27 maja 1960 w Zenicy) – bośniacki koszykarz występujący na pozycji niskiego skrzydłowego, reprezentant Jugosławii, brązowy medalista olimpijski, mistrzostw świata, po zakończeniu kariery zawodniczej trener koszykarski, obecnie trener ZTE KK.

## Osiągnięcia
Na podstawie, o ile nie zaznaczono inaczej.

### Drużynowe
- Mistrz Jugosławii (1980, 1983)
- Wicemistrz Niemiec (1992)
- 4. miejsce w Pucharze Europy Mistrzów Krajowych (1981, 1984)
- Zdobywca Pucharu Jugosławii (1984)
- Finalista Pucharu Jugosławii (1980, 1986)

### Indywidualne
- Lider ligi izraelskiej w asystach (1990)

### Reprezentacja
- Mistrz igrzyskach śródziemnomorskich (1983)
- Brązowy medalista mistrzostw:
  - świata (1986)[3]
  - igrzysk olimpijskich (1984)[4][5][6]
- Uczestnik:
  - mistrzostw Europy (1985 – 7. miejsce, 1993 – 8. miejsce)[7][8]
  - kwalifikacji do Eurobasketu (1995, 1997)

Młodzieżowa
- Uczestnik mistrzostw świata U–19 (1979)[9]

### Trenerskie
- Mistrzostwo Niemiec (2001–2003, 2014, 2018, 2019)
- Wicemistrzostwo Niemiec (2015)
- Puchar Niemiec (2002, 2003, 2018)
- Finał pucharu:
  - Polski (2011)
  - Niemiec (2016, 2017)
  - Superpucharu Niemiec (2014)
- Trener:
  - roku ligi niemieckiej (2002)
  - jednej z drużyn podczas meczu gwiazd ligi niemieckiej (2001, 2003)